# Han Nijssen
Han Nijssen est un ichtyologiste néerlandais, conservateur à l'Université d'Amsterdam.
Il a effectué des travaux poussés sur les poissons d'Amérique du Sud, et est responsable du recensement d'un grand nombre d'espèces locales, particulièrement dans le genre Corydoras.
Les espèces Corydoras nijsseni et Apistogramma nijsseni ont été nommées en son honneur, en reconnaissance de ses travaux.

## Liste de ses découvertes
- pléco-zébre